# Навгороді коло броду…
«Навгороді коло броду…» — вірш Тараса Шевченка, написаний на засланні 1848 року на Косаралі.

## Написання
Збереглося кілька чистових автографів вірша: автограф у «Малій книжці»; список рукою П. О. Куліша з автографа, надісланого Шевченком для А. М. Маркевича; автограф у «Більшій книжці». Автографи не датовано.
Вірш датується дослідниками за місцем автографа в «Малій книжці» серед творів 1848-го та часом зимівлі Аральської описової експедиції в 1848 — 1849 роках на Косаралі, орієнтовно: кінець вересня — грудень 1848 року, місце написання — Косарал.
Автограф, з якого вірш переписано до «Малої книжки», не відомий. До «Малої книжки» Шевченко переніс твір під № 51 у дев'ятому зшитку за 1848 рік орієнтовно наприкінці 1849-го — на початку 1850 року (до арешту 23 квітня). При цьому він виправив описку в рядку 3, поміняв місцями слова в рядку 4. На початку січня 1858 року, очевидно 4 січня, в Нижньому Новгороді, повертаючись із заслання, Шевченко переписав, найімовірніше з «Малої книжки», вірші «Утоптала стежечку...» та «Навгороді коло броду...» і надіслав з листом П. О. Кулішеві з проханням передати їх А. М. Маркевичу. Лист Шевченка не зберігся. Уривок з нього та тексти Шевченкових поезій П. О. Куліш навів у листі до А. М. Маркевича.
1858 року, не раніше 18 березня і не пізніше 22 листопада, Шевченко переніс вірш з «Малої книжки» до «Більшої книжки», замінивши по одному слову в рядках 6 та 11.
Найімовірніше, з «Малої книжки» вірш було переписано до рукописного списку невідомої особи з окремими виправленнями Шевченка кінця 1850-х років, що належав Л. М. Жемчужникову і не зберігся. Деякі відміни цього списку подав О. Я. Кониський. У вірші «Навгороді коло броду...» він відзначив варіант у рядку 6, що збігається з текстом «Малої книжки».
Відомі дослідникам списки твору походять від таких джерел:
1. Від автографа, надісланого Шевченком П. О. Кулішу 4 січня 1858 року, походить список у недатованій збірці. Вірш «Навгороді коло броду...» переписано тут під № 2 у добірці з двох поезій (разом з віршем «Утоптала стежечку...») під назвою «Дві пісні Кобзаря Дармограя». До віршів зроблено примітку з цитатою з листа Шевченка до П. О. Куліша: «Примечание Кобзаря. Передай оці дві пісні А. М. Маркевичу, — чи не вчистив би він на їх ноту». Список збігається з автографом твору у «Малій книжці».
2. Від першодруку в «Основі» (1861 рік, № 7, стор. 3) походять списки в збірці «Сочинения Т. Г. Шевченка» (1862), у рукописному «Кобзарі» другої половини XIX століття; від перших прижиттєвих публікацій — у рукописних «Кобзарях» — 1865 року, переписаному Д. Демченком, 1866 року та інших.

## Публікація
Вперше вірш надруковано за «Більшою книжкою» з неточністю в рядках 1, 5, 9 («на городі» замість «навгороді») в журналі «Основа» (1861 рік, № 7, стор. 3).
Вперше введено до збірки творів у виданні: «Кобзарь Тараса Шевченка / Коштом Д. Е. Кожанчикова» (СПб., 1867 рік, стор. 484) і того ж року у виданні: «Поезії Тараса Шевченка» (Львів, 1867 рік, том 1, стор. 228), де текст вірша подано за «Основою».

## Сюжет
Сюжет вірша ґрунтується на народнопісенному мотиві про зраджену дівчину (див. пісні «Загуділи голуби на дубі...», «Вийду я на двір білими ніженьками...», «Зелененький мій барвіночок...», «В огороді хмелинонька... »). Наводимо останню пісню:
В огороді хмелинонька
Грядки устилає;
Промеж людьми дівчинонька
О, горько ридає.
Що ж хмелина зелененька,
Що не в'ється вгору? 
Що ж дівчина молоденька
Проклинає долю?
Як хмелині вгору виться —
Тичини немає!
Як дівчині не журиться —
Козак покидає.
Заключна строфа Шевченкового вірша перегукується з піснею «Ой погубила горлиця дітей...»:
Ой погубила горлиця дітей,
Об доріженьку б'ється,
Знати козака, превражого сина,
Що з дівчини сміється.

## Музика
Музику до твору писали П. І. Чайковський, Е. Ф. Направник, М. В. Лисенко, Я. Д. Бігдай та інші.